# باد إريكسون
باد إريكسون (بالإنجليزية: Bud Erickson)‏ هو لاعب كرة قدم أمريكية أمريكي، ولد في 10 يناير 1916 في سياتل في الولايات المتحدة، وتوفي في 14 أبريل 2008.